# 長大
株式会社長大（ちょうだい、英: CHODAI CO.,LTD.）は、東京都中央区に本社を置く大手総合建設コンサルタント会社。橋梁の分野は業界トップレベルであり、国内の長大橋梁のほとんどを手掛ける。代表的なものとして、明石海峡大橋や瀬戸大橋、レインボーブリッジ、多々羅大橋、白鳥大橋などがある。明石海峡大橋については橋長3911ｍ、最大支間長1991ｍで世界最長の吊橋としてギネス記録に認定されており、これを手掛けた長大の技術力は海外からも評価されている。道路・交通・ITS分野にも強みを持ち、ETC2.0を手掛けるなど様々な分野（港湾河川、環境・エネルギー、都市計画、情報・電気通信、PPP/PFI、建築、鉄道など）で幅広い活躍をみせる。

## 沿革
- 1968年（昭和43年）2月 - 有限会社長大橋設計センタとして設立。同年11月株式会社となる。
- 1984年（昭和59年）11月 - 現社名に改称。
- 1994年（平成6年）4月 - 日本証券業協会に株式を店頭登録。
- 1996年（平成8年）6月 - 東京証券取引所市場第二部に株式を上場。
- 2002年（平成14年）11月 - 株式会社長大テックを設立。
- 2007年（平成19年）1月 - 順風時株式会社、株式会社長大構造技術センターを設立。
- 2010年（平成20年）4月 - 株式会社アルコムを吸収合併。
- 2011年（平成23年）7月 - 基礎地盤コンサルタンツ株式会社をグループ化。
- 2013年（平成25年）6月 - 長大コリアを設立。
- 2014年（平成26年）6月 - Chodai & Kiso-Jiban Vietnamを設立。
- 2014年（平成26年）11月 - Chodai & Buro Engineeringを設立。
- 2015年（平成27年）6月 - Wiratman Chodai Indonesiaを設立。
- 2017年（平成29年）11月 - 東京証券取引所市場第一部に指定替え。
- 2017年（平成29年）12月 - Chodai Philippines Corporationを設立。
- 2020年（令和2年）12月 - 持株会社体制への移行決定。
- 2021年（令和3年）3月 - 株式会社エフェクトを子会社化。
- 2021年（令和3年）3月 - エアモビリティ株式会社と資本業務提携を開始。
- 2021年（令和3年）10月 - 株式会社長大からの単独株式移転により、純粋持株会社「人・夢・技術グループ株式会社」を設立し、東京証券取引所市場第一部にテクニカル上場。

## 事業所
本社・支社
- 本社経営センター 〒103-0014 東京都中央区日本橋蛎殻町1丁目20番4号
- 本社技術センター 〒104-0054 東京都中央区勝どき1丁目13番1号 イヌイビル・カチドキ
- 本社災害対策センター 〒305-0812 茨城県つくば市東平塚730番地
- 総合研究所 〒305-0812 茨城県つくば市東平塚730番地
- 札幌支社 〒060-0031 北海道札幌市中央区北1条東2丁目5番3号 塚本ビル北1館8F
- 仙台支社 〒984-0051 宮城県仙台市若林区新寺1丁目2番26号 小田急仙台東口ビル4F
- 東京支社 〒104-0054 東京都中央区勝どき1丁目13番1号 イヌイビル・カチドキ
- 上野オフィス 〒111-0041 東京都台東区元浅草2丁目6番6号 東京日産台東ビル6F
- 名古屋支社 〒450-0003 愛知県名古屋市中村区名駅南1丁目18番24号 マイビルディング4F
- 大阪支社 〒550-0013 大阪府大阪市西区新町2丁目20番6号 新町グレースビル
- 広島支社 〒730-0017 広島県広島市中区鉄砲町7番18号
- 高松支社 〒761-0303 香川県高松市六条町799番地5
- 福岡支社 〒810-0004 福岡県福岡市中央区渡辺通1丁目1番1号 サンセルコビル6階
- つくば支店 〒305-0812 茨城県つくば市東平塚730番地
- 北関東支店 〒330-0854 埼玉県さいたま市大宮区桜木町2丁目324番地1号
- 南関東支店 〒231-0033 神奈川県横浜市中区長者町5丁目85番地
- 神戸支店 〒651-0088 兵庫県神戸市中央区小野柄通5丁目1番27号 第百生命神戸三宮ビル5階
- 沖縄支店 〒900-0021 沖縄県那覇市泉崎1丁目10番3号 琉球新報本社ビル6階

事務所
- 北東北事務所 〒020-0021 岩手県盛岡市中央通1丁目9番11号
- 福島事務所 〒963-8022 福島県郡山市西ノ内2丁目17番7号
- 千葉事務所 〒260-0031 千葉県千葉市中央区新千葉2丁目7番2号
- 北陸事務所 〒950-0965 新潟県新潟市中央区新光町6番1号 興和ビル6F
- 金沢事務所  〒921-8054 石川県金沢市西金沢5丁目273番地202号
- 山梨事務所  〒400-0025 山梨県甲府市朝日1丁目3番12号
- 静岡事務所  〒420-0857 静岡県静岡市葵区御幸町11番10号
- 奈良事務所  〒636-0822 奈良県生駒郡三郷町立野南2丁目10番17号
- 和歌山事務所  〒640-8343 和歌山県和歌山市吉田386番地 和歌山プラザビル307号
- 岡山事務所  〒700-0975 岡山県岡山市北区今3丁目19番10号
- 山口事務所  〒754-0011 山口県山口市小郡御幸町4番9号
- 徳島事務所  〒770-0813 徳島県徳島市中常三島町3丁目8番1号
- 松山事務所  〒790-0003 愛媛県松山市三番町7丁目13番13号
- 高知事務所  〒780-0085 高知県高知市札場3番28号
- 長崎事務所  〒852-8003 長崎県長崎市旭町5番1号 イーストコート203号
- 南九州事務所  〒860-0801 熊本県熊本市中央区安政町8番16号703号

営業所
- 秋田営業所  〒010-0001 秋田県秋田市中通4丁目1番2号
- 群馬営業所  〒370-0848 群馬県高崎市鶴見町15番地37
- 江東営業所  〒135-0016 東京都江東区東陽3丁目22番6号
- 相模原営業所  〒252-0202 神奈川県相模原市中央区淵野辺本町3丁目17番17 604号
- 岐阜営業所  〒509-0206 岐阜県可児市土田5218番地1
- 三重営業所  〒513-0806 三重県鈴鹿市算所5丁目24番20号
- 滋賀営業所  〒520-0037 滋賀県大津市御陵町5番6号
- 鳥取営業所  〒680-0911 鳥取県鳥取市千代水2丁目121番2号
- 島根営業所  〒693-0054 島根県出雲市浜町513番2号
- 宮崎営業所  〒880-0926 宮崎県宮崎市月見ヶ丘2丁目14番14号

海外事業所
- ハノイ事務所  7th Floor, A Chau Building, No.24 Linh Lang Street, Cong Vi Ward, Ba Dinh District, Hanoi, Vietnam
- マニラ事務所  Unit 9C, 8 Rockwell, Rockwell Center, Makati City, 1210, Philippines
- ジャカルタ事務所  Plaza Sentral 10th Floor Jl Sudirman No.47, Jakarta 12930, Indonesia
- パプアニューギニア事務所  Allotment 25 Section 20 Bialla, West New Britain, PNG
- イスタンブール連絡事務所  Pegagaz Sk.No:6, Pega-Kartal A-Blok, D:33, Kartal 34880 Istanbul Turkey

## グループ会社

### 持株会社
人・夢・技術グループ株式会社

### 主要グループ会社
- 基礎地盤コンサルタンツ株式会社
- 株式会社長大テック
- 順風路株式会社
- 株式会社エフェクト